# Topf (Einheit)
Der Topf oder der Garnetz (nicht zu verwechseln mit dem russischen Garnetz), auch Garnitze oder Garniec, war ein schlesisches Flüssigkeits- und Getreidemaß. Es entsprach dem Maß Kanne. Regionsabhängig schwankte das Hohlmaß und so hatte
- in Krakau
  - 1 Topf/Garnetz = 4 Quart/Kwarta = 16 Quartierlein/Quartiri/Kwarterka = 193,7728 Pariser Kubikzoll = 3,84375 Liter,
- in Breslau
  - 1 Eimer = 20 Töpfe, also 80 Quart × 0,69342 Liter (34,957 Pariser Kubikzoll) = 55,4736 Liter. Der Topf hatte hier nur 2,77368 Liter.[1]